# Carin Bartosch Edström
Maja Carin Bartosch Edström, ogift Östenberg, född 5 maj 1965 i Malmö, är en svensk kompositör, författare och översättare.

## Biografi
Bartosch Edström har studerat komposition för Rolf Martinsson, Hans Gefors, Lars Ekström, Lars-Erik Rosell och Sven-David Sandström och avlade examen i komposition 1999. Hon grundade Lunds studentopera och var orkesterchef för Musica Vitae i Växjö 1990–1992.
Bartosch Edström är en av grundarna av den kvinnliga tonsättarföreningen Opus 96 och var tillsammans med Mats Rondin och Marianne Jacobs även grundare av Skanör och Falsterbo kammarmusikfestival. Hon blev invald i Föreningen svenska tonsättare 2000.
År 2011 debuterade hon som författare med kriminalromanen Furioso om en svensk kvinnlig stråkkvartett, och gav 2014 ut kriminalromanen Mord i stråkkvartetten. Hon är också verksam som översättare sedan 1980-talet. Hon har översatt libretton men även ett stort antal av Egmonts seriepocket Kalle Ankas Pocket och andra pocketböcker för barn och ungdom till svenska.

### Familj
Carin Bartosch Edström är dotter till arkeologen Carl Eric Östenberg och syster till professor Eva Wiberg. Hon har varit gift med dirigenten Michael Bartosch.

## Kompositioner
- Persephone's Dream för flöjt och piano (1988)
- Kansas epidemix för violin, cello och stråkorkester (1994)
- Fluctuat nec mergitur för pianokvartett (1995)
- Claudia Goes Shopping för blockflöjt (1995)
- Playtime för stråkorkester (1996)
- Luce promessa för cello och orkester (1996)
- Sorgegondolen, sångcykel för sopran, basklarinett och piano till text av Tomas Tranströmer (1996)
- Astrakanerna, fyra sånger för sopran, violin och cello till text av Marie Lundquist (1996)
- Happiness Is a G-string för viola (1996)
- Cyd Cybersonix Meets Webby Web Webster för blåsorkester (1996/1998)
- Winterweihe för blandad kör till text av Karl Henkell (1997)
- Sommer-Refektorium för sopran, violin, viola, cello och slagverk till text av Eduard Mörike (1998)
- September 1918, tre sånger för sopran och violin till text av Edith Södergran (1999)
  1. ”Ljusfälten”
  2. ”Skum”
  3. ”Den skönaste guden”

  - Version för sopran och piano (2004)
- Trassel på tråden för röster och instrument till text av tonsättaren (1999)
- Redan morgon! för klarinett (2004)
- Huvudsaken, opera i en akt med libretto av Kerstin Perski (2005)
- Asthmose för 2 violiner (2006)
- Fyra nattliga sånger för alt och piano till text av Edith Södergran (2011)
- A Thing of Beauty för gossopran, sopran, vokalensemble, 2 slagverkare och stråkorkester (2015)